# Baie de Santa Clara
| \| Localisation sur la carte de Cuba · Localisation de la baie de Santa Clara à Cuba \| Localisation sur la carte de Cuba Localisation de la baie de Santa Clara à Cuba. |
| Localisation sur la carte de Cuba · Localisation de la baie de Santa Clara à Cuba                                                                                        |

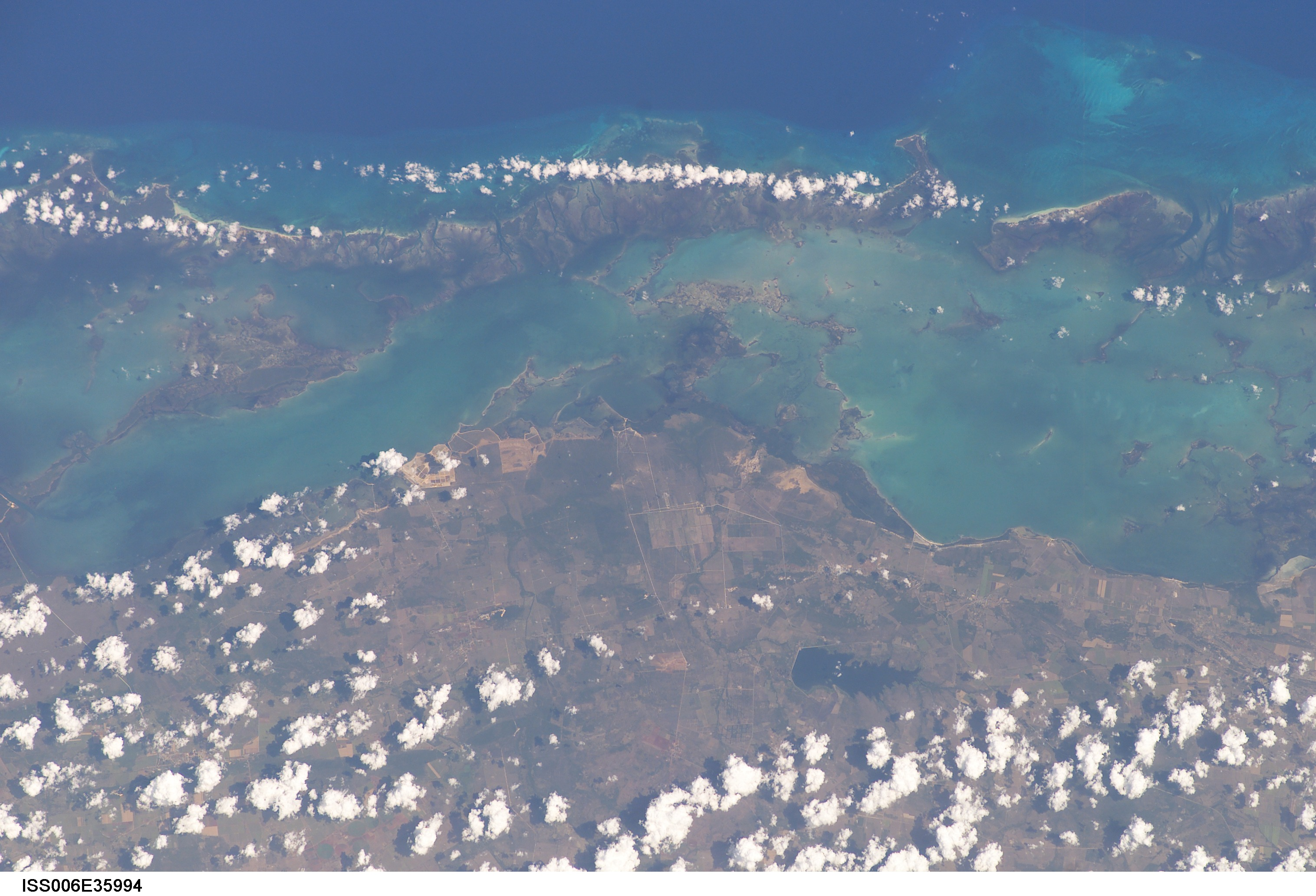
Baie de Santa Clara, vue satellite

La baie de Santa Clara (en espagnol : Bahia de Santa Clara) est une baie de la côte nord de Cuba, partagée entre les provinces de Matanzas et de Villa Clara et séparée du détroit de Floride au nord par une partie de l'archipel Sabana-Camagüey.

## Description
La baie est divisée en deux parties communicantes, occidentale et orientale, par une péninsule aux contours déchiquetés incluse dans le territoire de la municipalité de Martí (province de Matanzas).

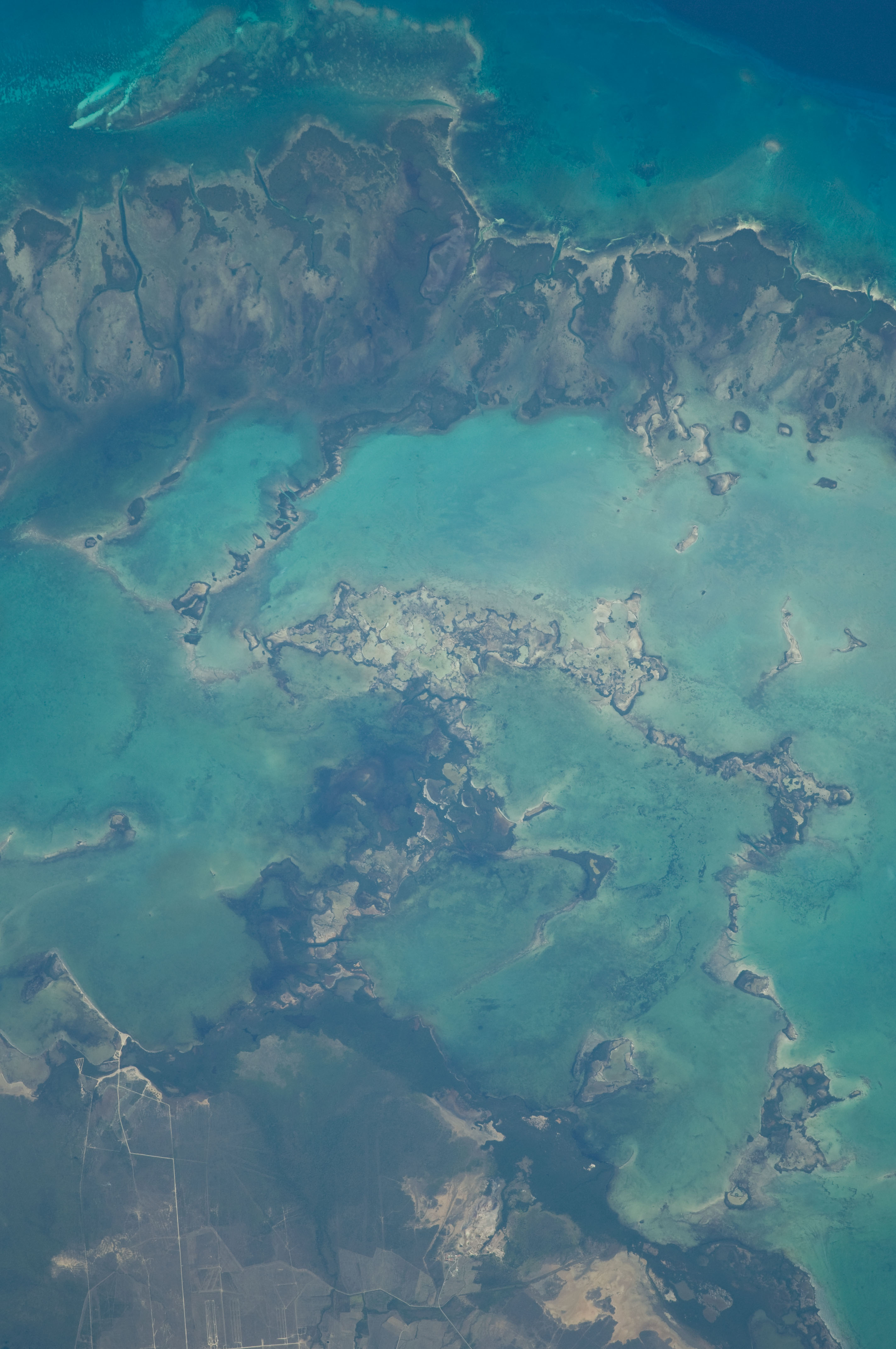
Péninsule sur Martí, divisant la baie

Sa partie occidentale, sur la province de Matanzas, est fermée 
l'ouest par la punta Aguada prolongée par les cayos de las Cinco Leguas (es) (municipalité de Martí) ; 
au nord par 
le cayo Ranas
et le cayo Cabezos (province de Matanzas) ;
au sud par la côte de Martí ;
et à l'est par la péninsule sus-mentionnée.
Sa partie orientale, essentiellement sur la province de Villa Clara, est fermée à l'ouest par la même péninsule sur Martí ;
au nord par les cayo Falcones, 
cayo Blanquizal, cayo Basura, cayo Alcatraces, 
cayo Llanes, cayo Cuaba, cayo Verde, cayo Mahomito et cayo Piedra del Obispo — ce dernier faisant partie de la municipalité de Sagua La Grande — ;
à l'est par une péninsule incluse dans le territoire de la municipalité de Corralillo (province de Matanzas) ;
et au sud par les côtes des municipalités de Corralillo et de Sagua La Grande.
Toutes ces îles et îlots dont partie de l'archipel Sabana-Camagüey.
La rive sud de la baie borde des marécages et autres terrains humides sauf pour une vingtaine de km sur Corralillo.
La côte nord de Cuba est particulièrement découpée dans cette zone longée par l'archipel Sabana-Camagüey; et présente une série de baies pratiquement ininterrompue. À l'ouest de la baie Santa Clara se trouve la baie de Cárdenas (au-delà des cayos de las Cinco Leguas (es)) ; à l'est, la baie de Carahatas, du nom d'un village de la municipalité de Quemado de Güines, borde cette dernière et les rives de Sagua La Grande.